# Santo Stefano di Rogliano
Santo Stefano di Rogliano község (comune) Olaszország Calabria régiójában, Cosenza megyében.

## Fekvése
A megye déli részén fekszik. Határai: Aprigliano, Cellara, Mangone, Marzi, Paterno Calabro és Rogliano.

## Története
A település alapításáról nem léteznek pontos adatok. Valószínűleg a 9. században alapították a szaracén portyázások elől menekülő cosenzai lakosok.

## Népessége
A népesség számának alakulása:

## Főbb látnivalói
- San Rocco-templom
- Santa Liberata-templom
- Santa Maria del Soccorso-templom